# Họ Ốc nhảy
Họ Ốc nhảy (Danh pháp khoa học: Strombidae) thường được gọi là ốc nhảy thật sự là một họ ốc biển cỡ lớn và vừa trong siêu họ Stromboidea. Thuật ngữ ốc nhảy đôi khi còn được hiểu theo nhiều nghĩa. Ở Việt Nam, tên của chúng được gọi do người ta nhận thấy chúng có khả năng biết nhảy, loài ốc này có chân rất dài, thay vì bò như các loại ốc khác chúng có thể nhảy lên trên mặt đất nên nhiều ngư dân gọi là ốc nhảy.

## Các chi
Họ Strombidae ghi nhận còn 26 chi còn tồn tại và 10 chi đã tuyệt chủng.
Các chi còn tồn tại
- Aliger Thiele, 1929
- Barneystrombus Blackwood, 2009
- Canarium Schumacher, 1817
- Conomurex Bayle in P. Fischer, 1884
- Dolomena Wenz, 1940
- Doxander Wenz, 1940
- Euprotomus Gill, 1870
- Gibberulus Jousseaume, 1888
- Harpago Mörch, 1852
- Labiostrombus Oostingh, 1925
- Laevistrombus Abbott, 1960
- Lambis Röding, 1798
- Lentigo Jousseaume, 1886
- Lobatus Swainson, 1837
- Macrostrombus Petuch, 1994
- Maculastrombus Liverani, Maxwell, Dekkers, 2021
- Neostrombus Liverani, Maxwell, Dekkers, 2021
- Neodilatilabrum Dekkers, 2012
- Mirabilistrombus Kronenberg, 1998
- Ministrombus Dekkers, 2010
- Ophioglossolambis Dekkers, 2012
- Persististrombus Kronenberg & Lee, 2007
- Sinustrombus Bandel, 2007
- Strombus Linnaeus, 1758
- Terestrombus Kronenberg & Vermeij, 2002
- Thetystrombus Dekkers, 2008
- Thersistrombus Bandel, 2007
- Titanostrombus Petuch, 1994
- Tricornis Jousseaume, 1886
- Tridentarius Kronenberg & Vermeij, 2002

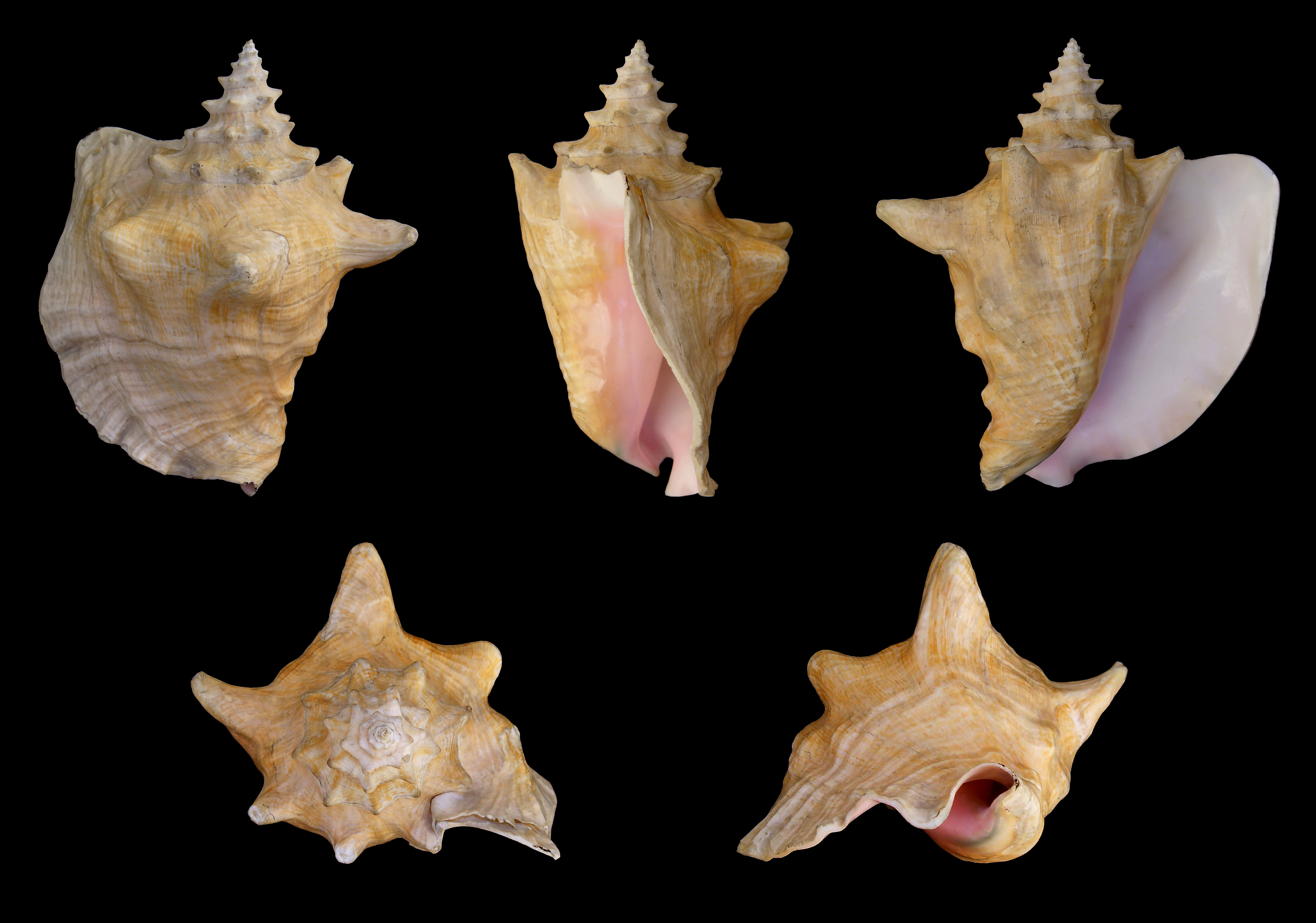
Aliger gigas
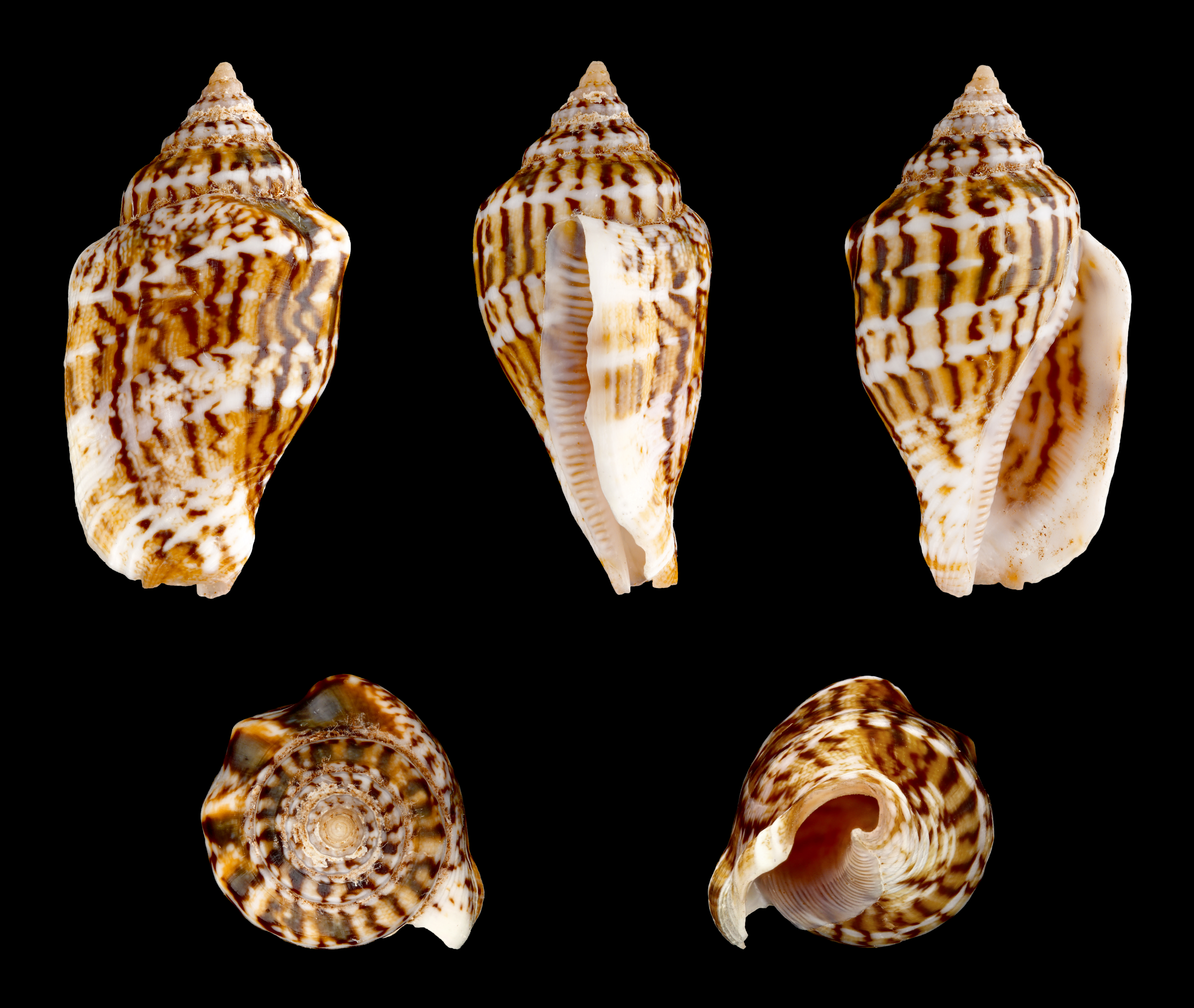
Canarium mutabile
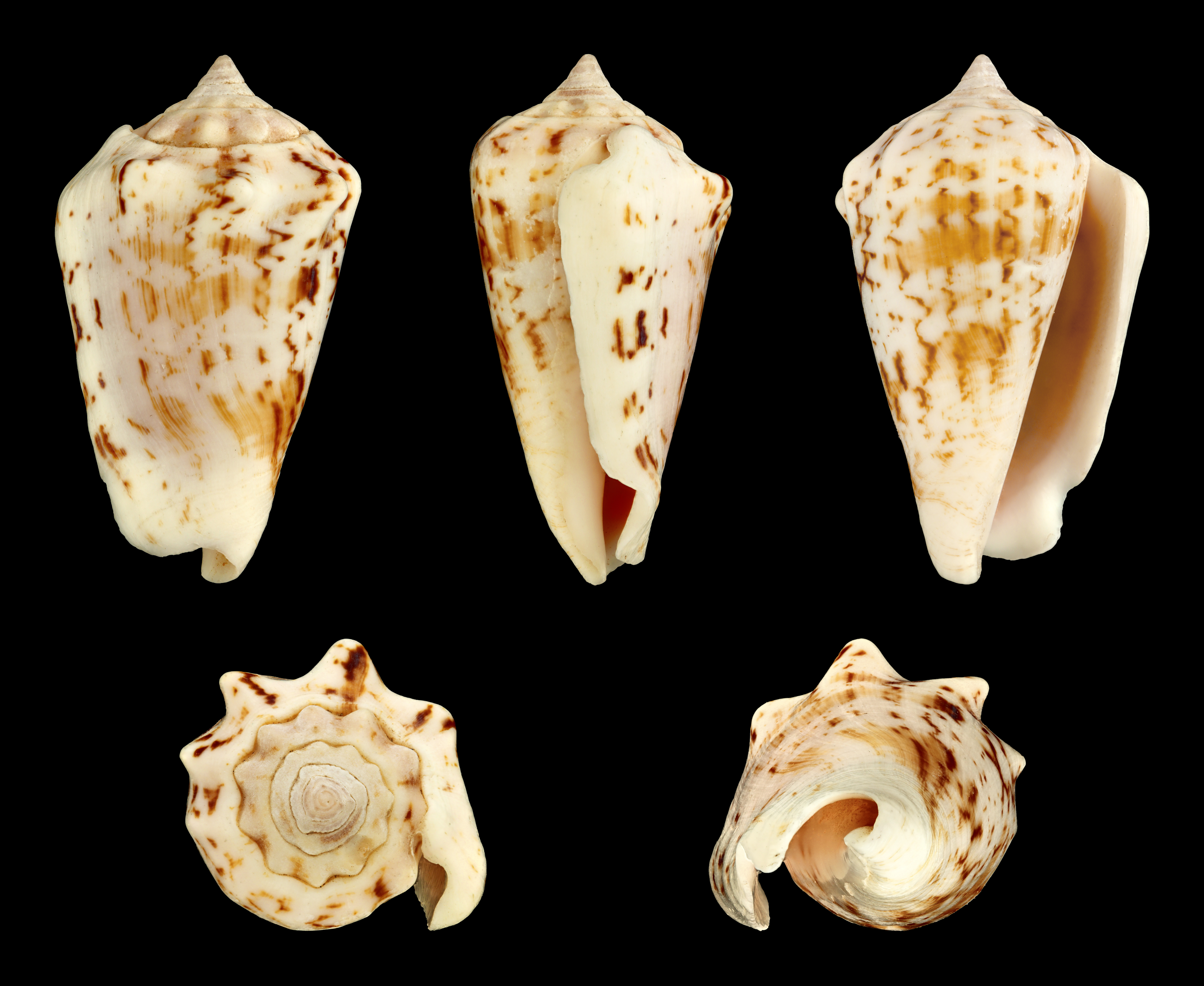
Conomurex decorus
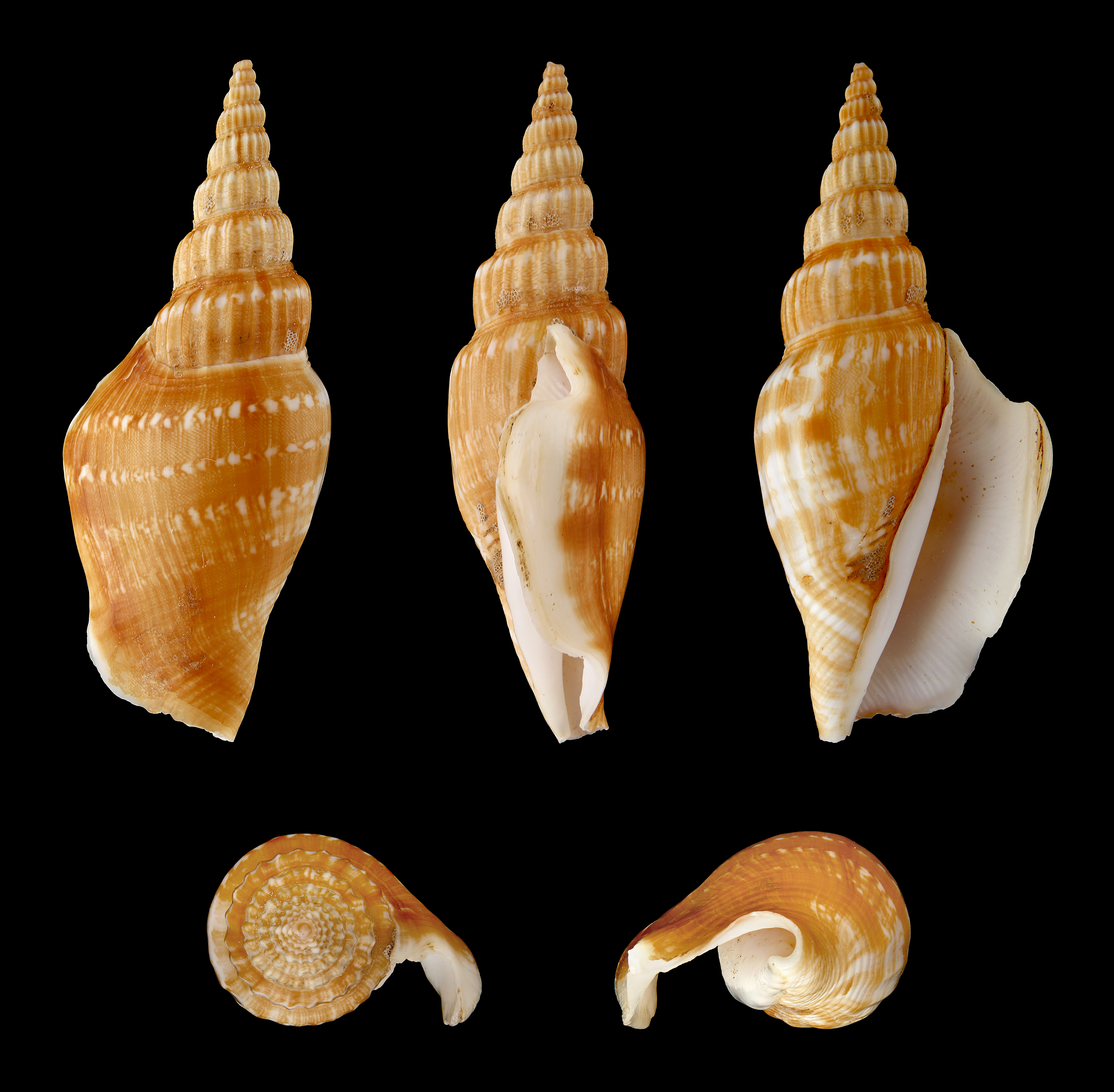
Doxander vittatus
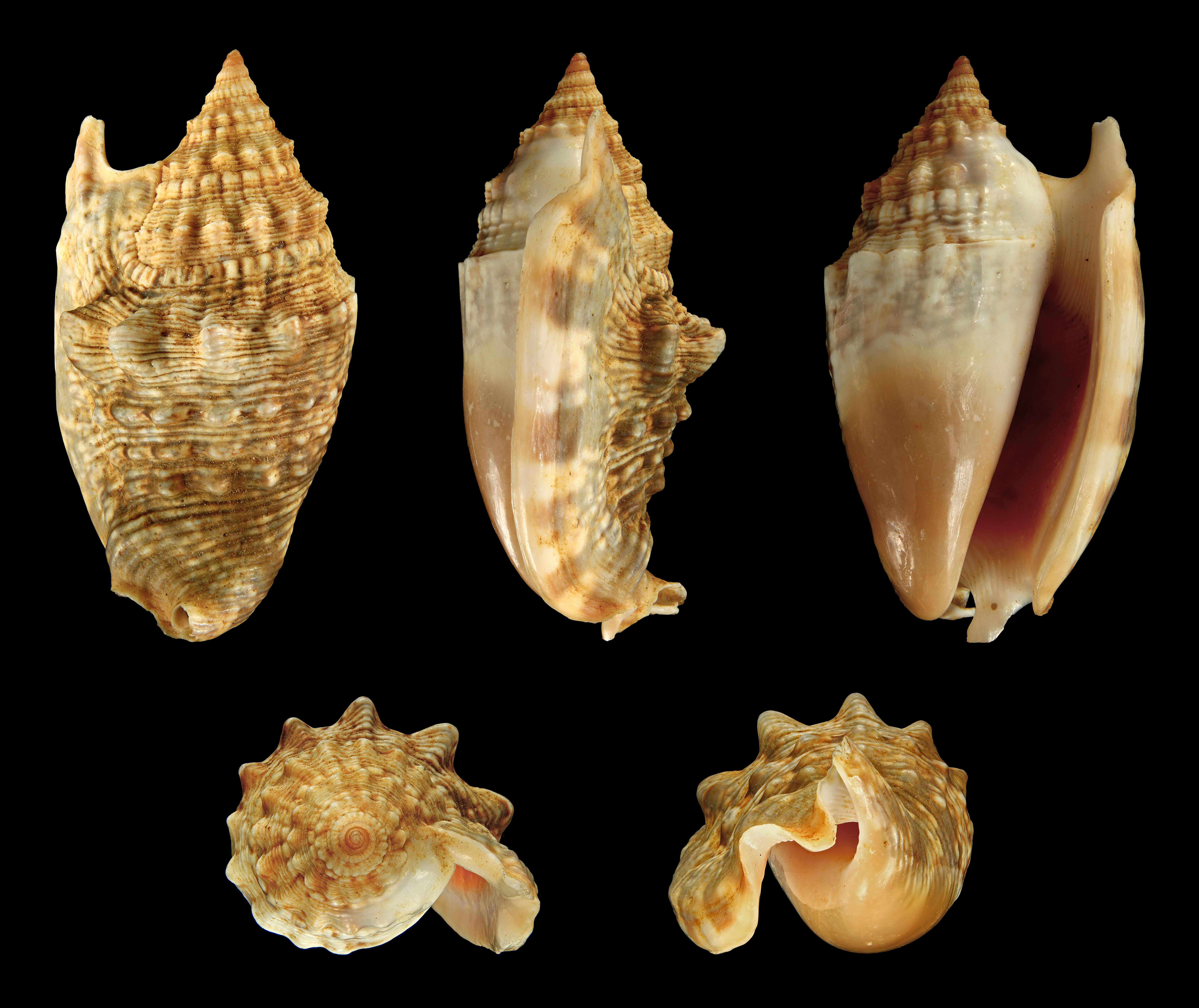
Euprotomus aurisdianae
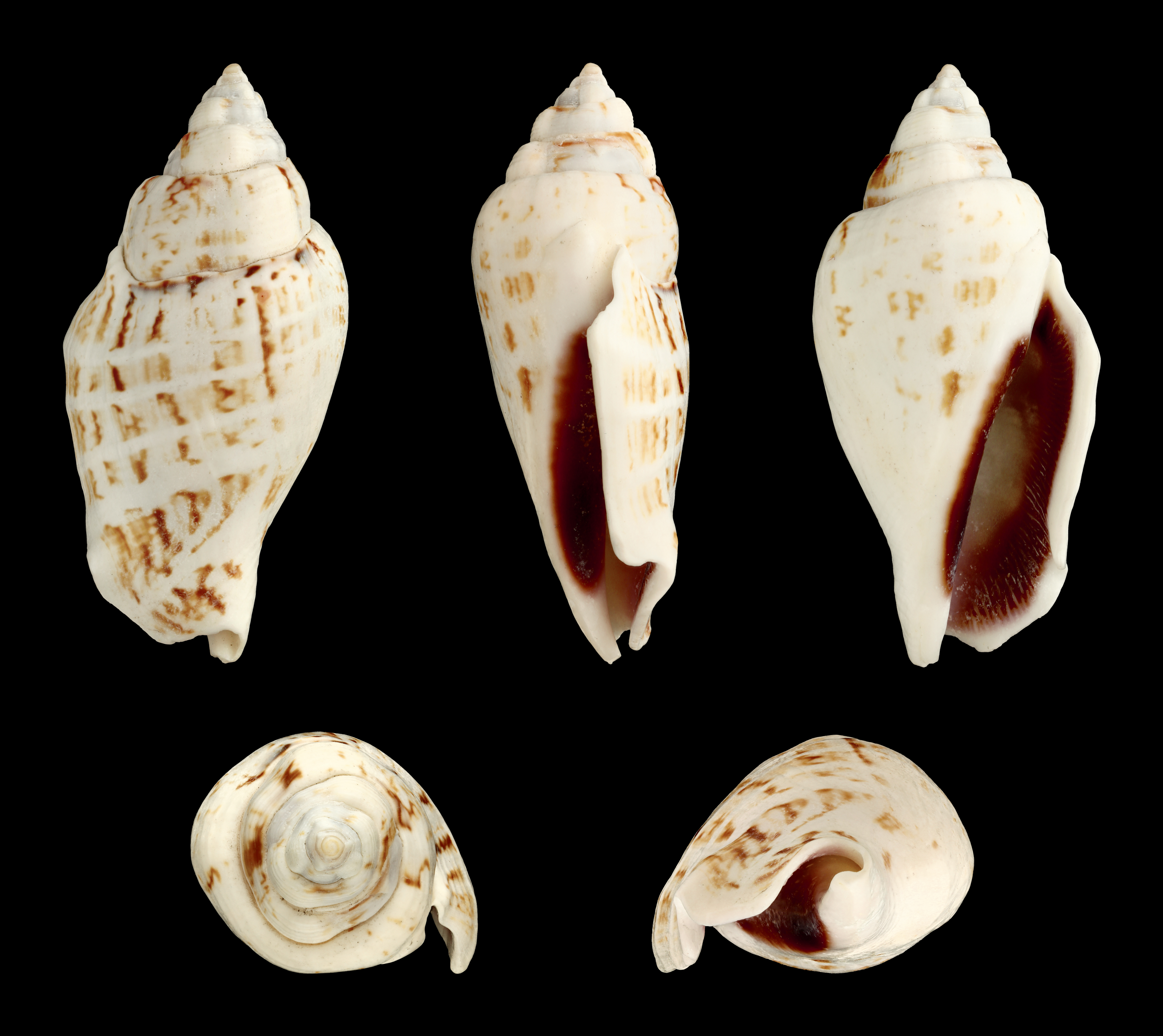
Gibberulus gibbosus
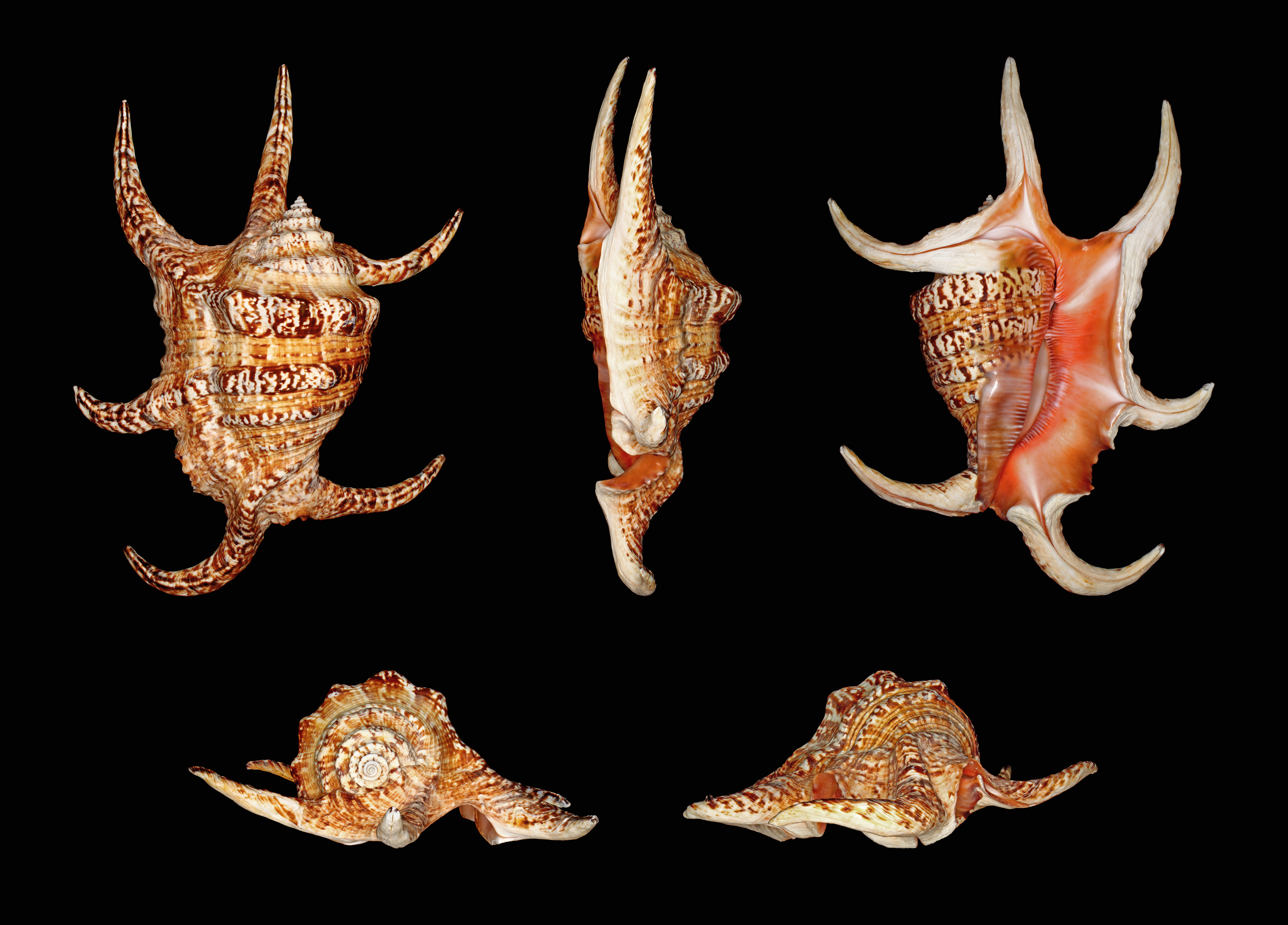
Harpago chiragra
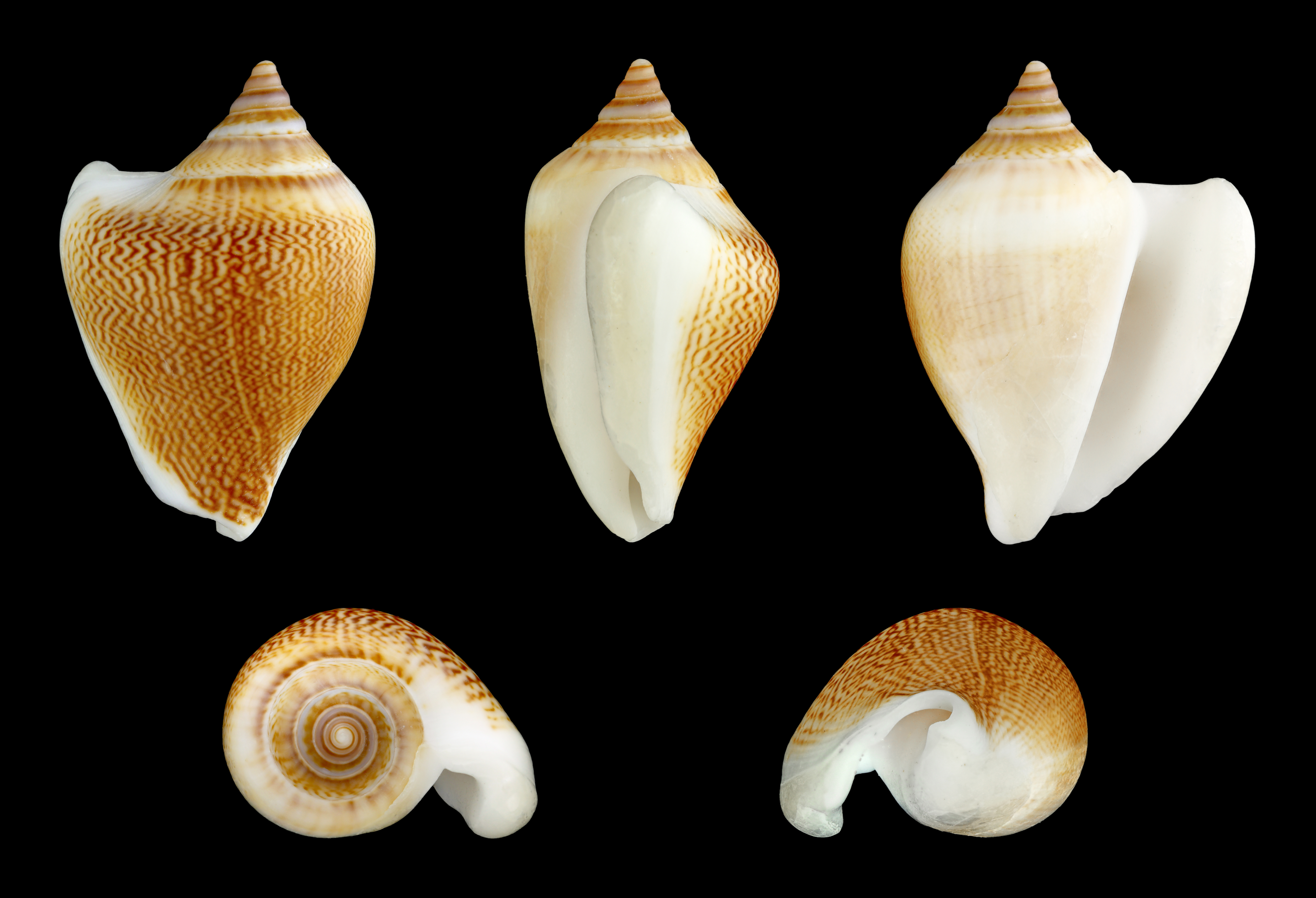
Laevistrombus canarium
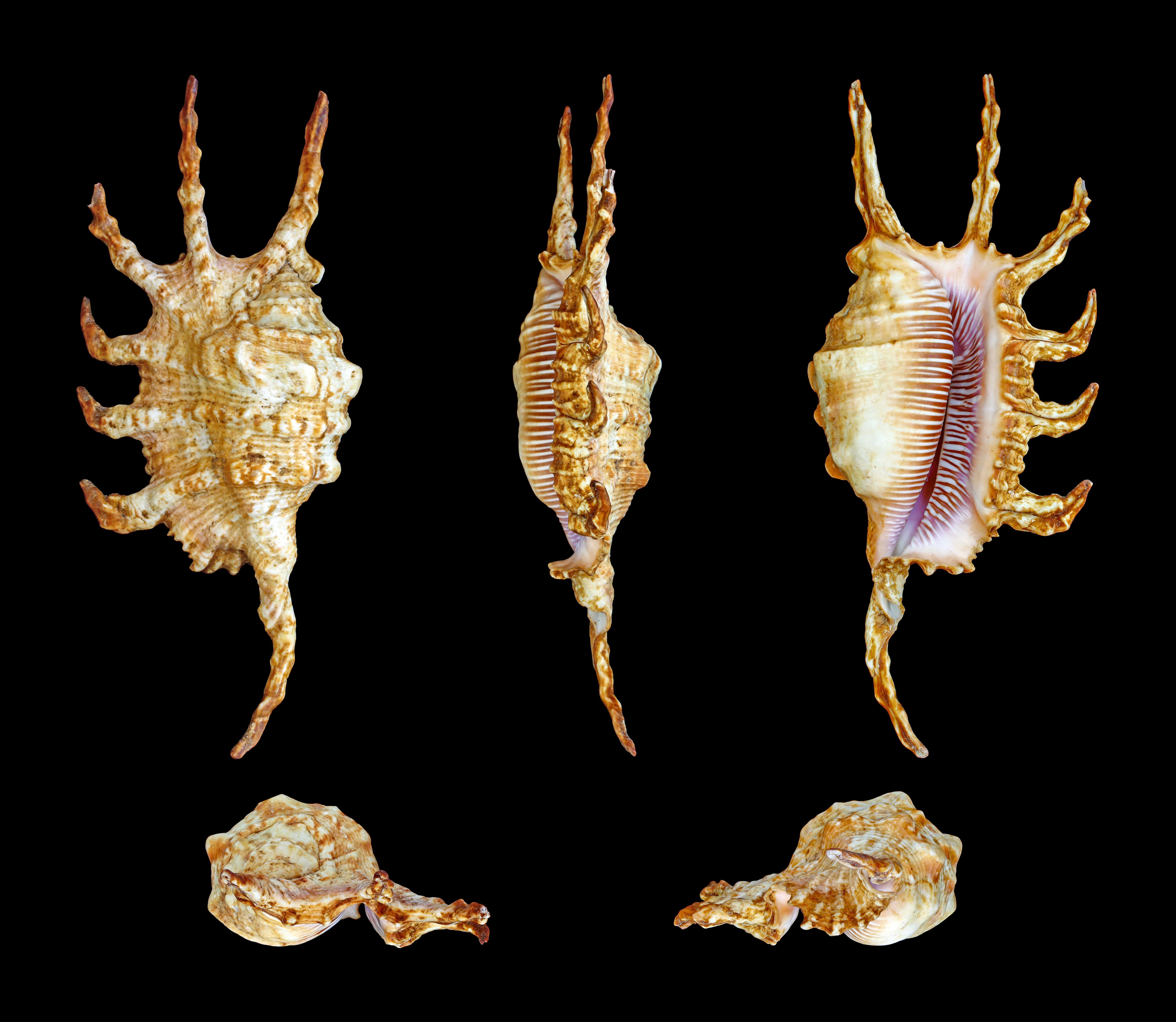
Lambis scorpius
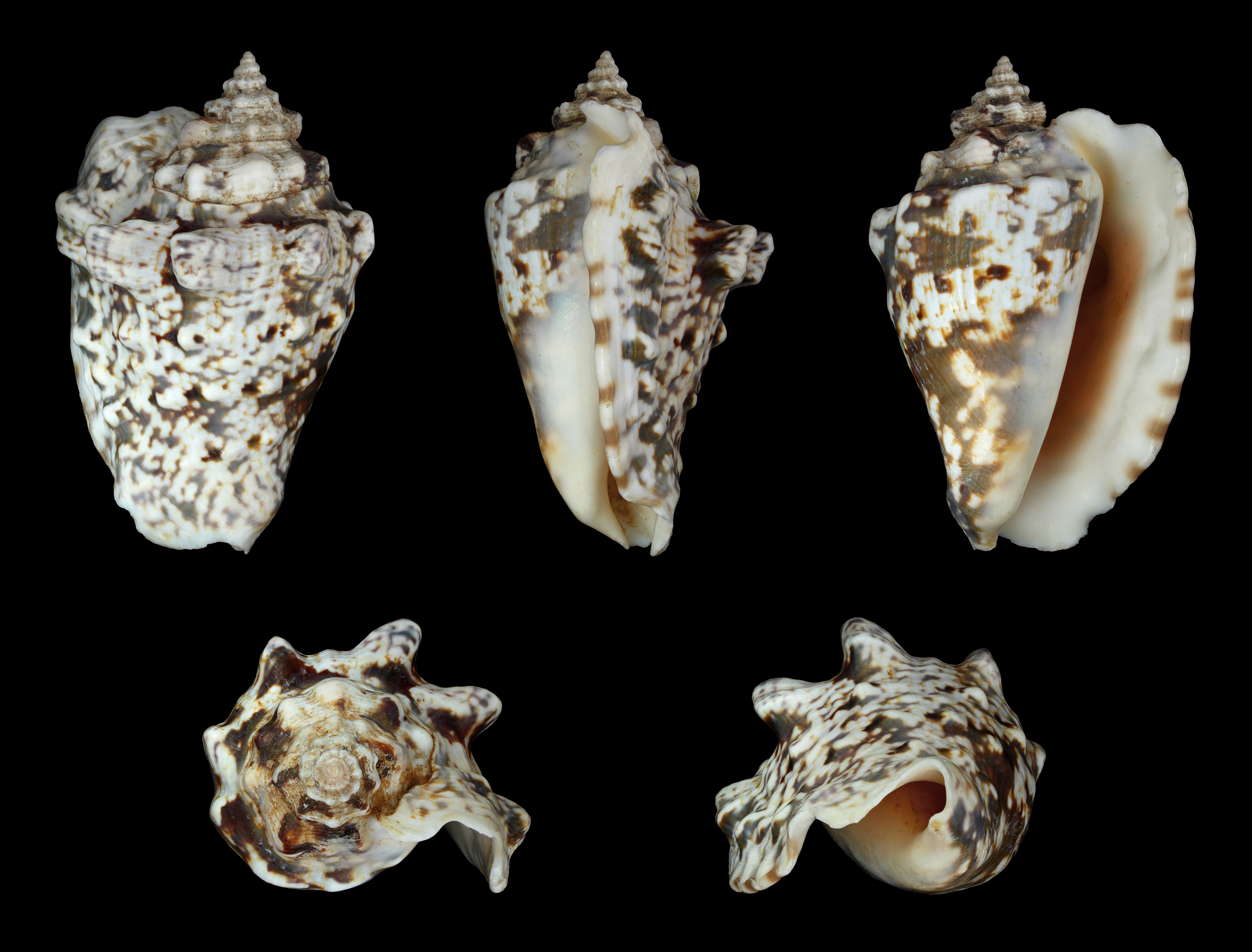
Lentigo lentiginosus
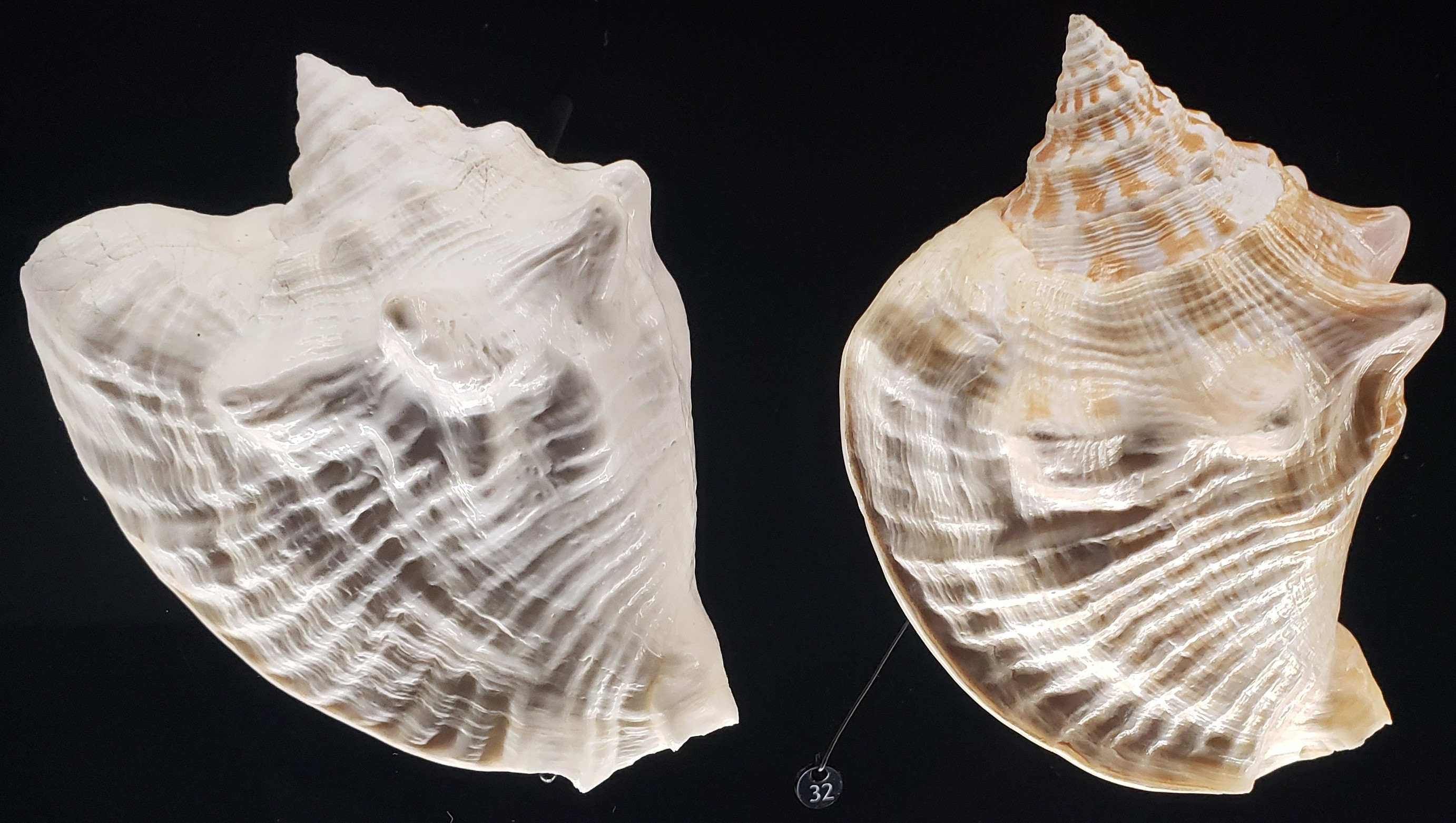
Macrostrombus costatus
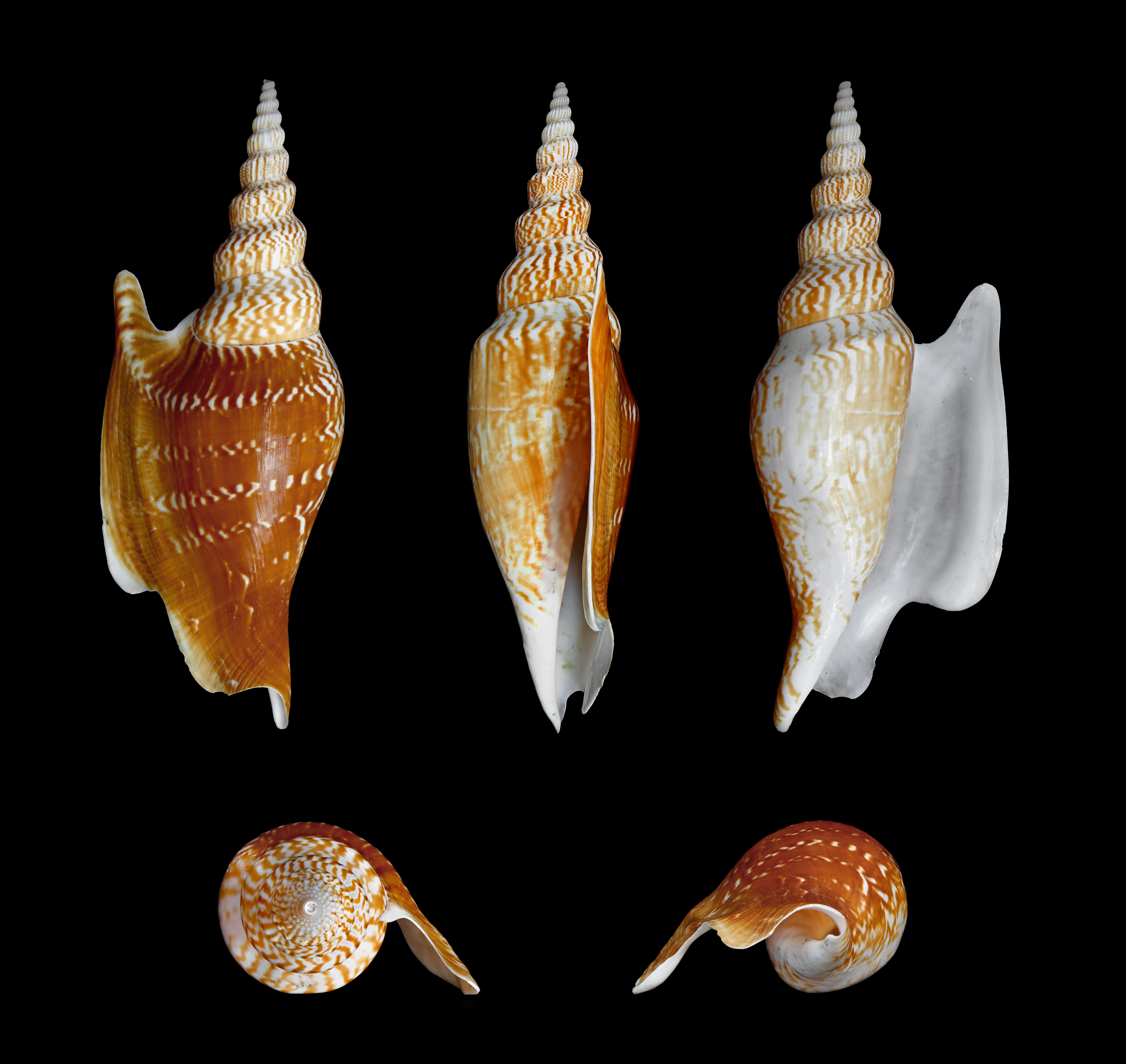
Mirabilistrombus listeri
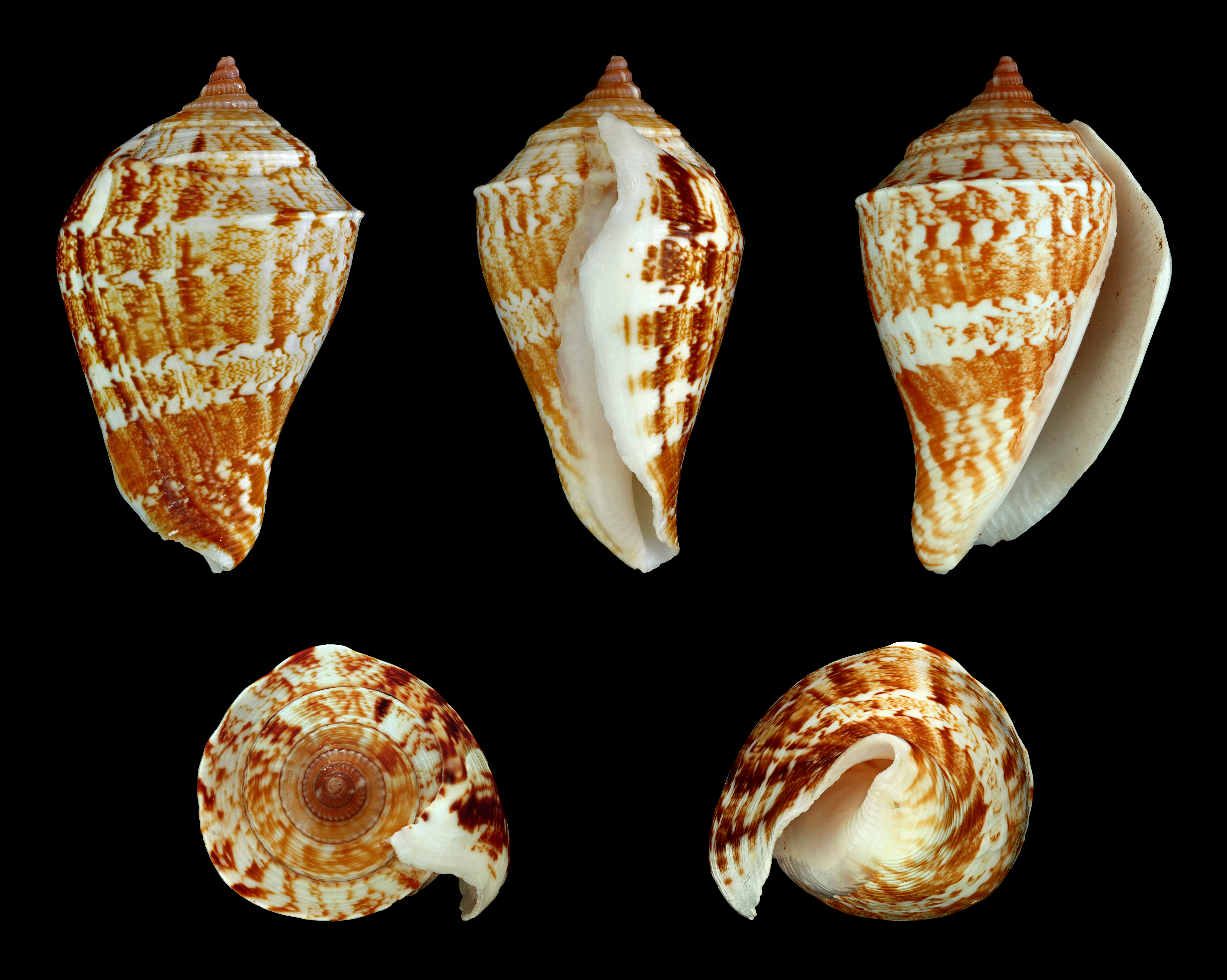
Neodilatilabrum marginatus
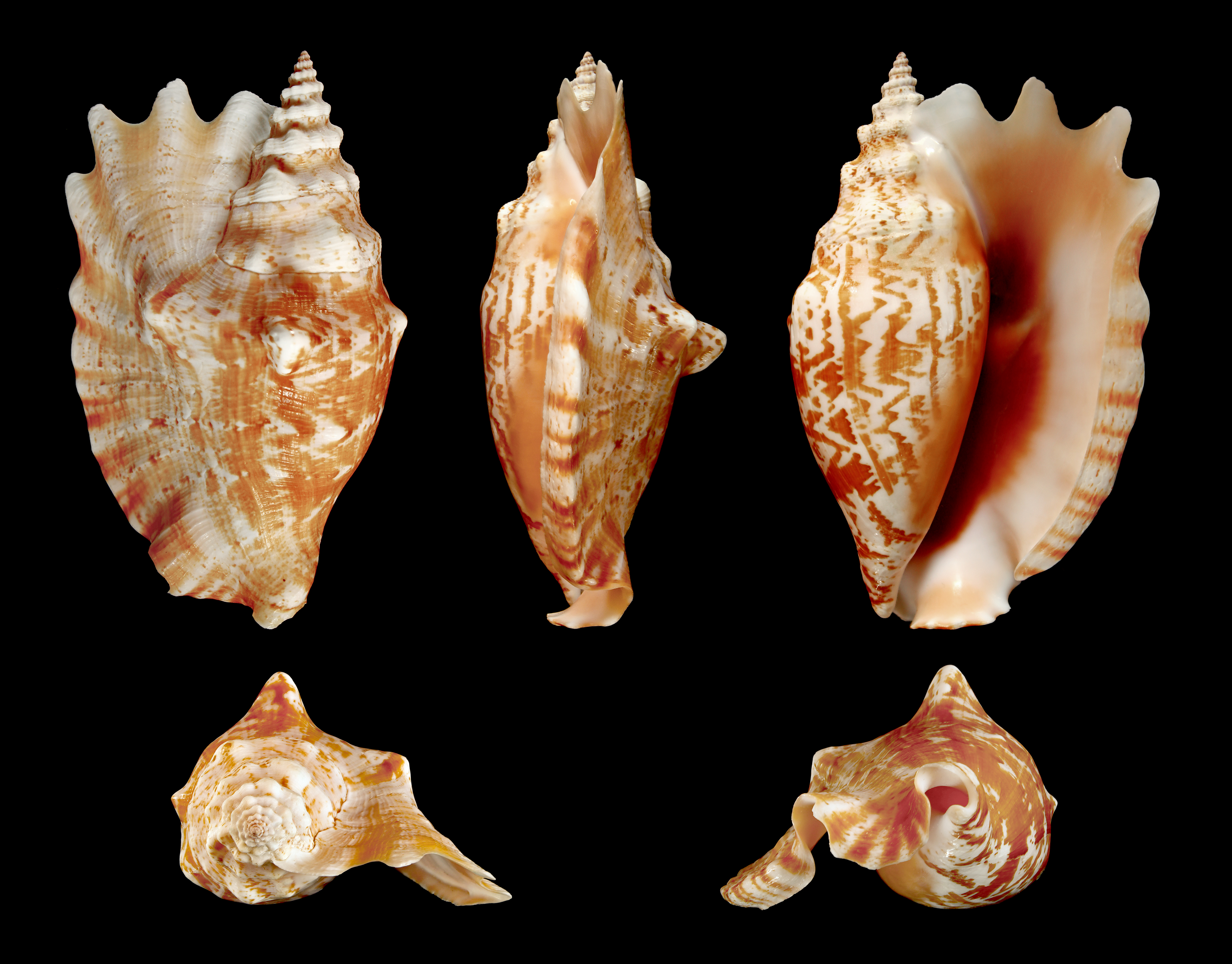
Sinustrombus sinuatus
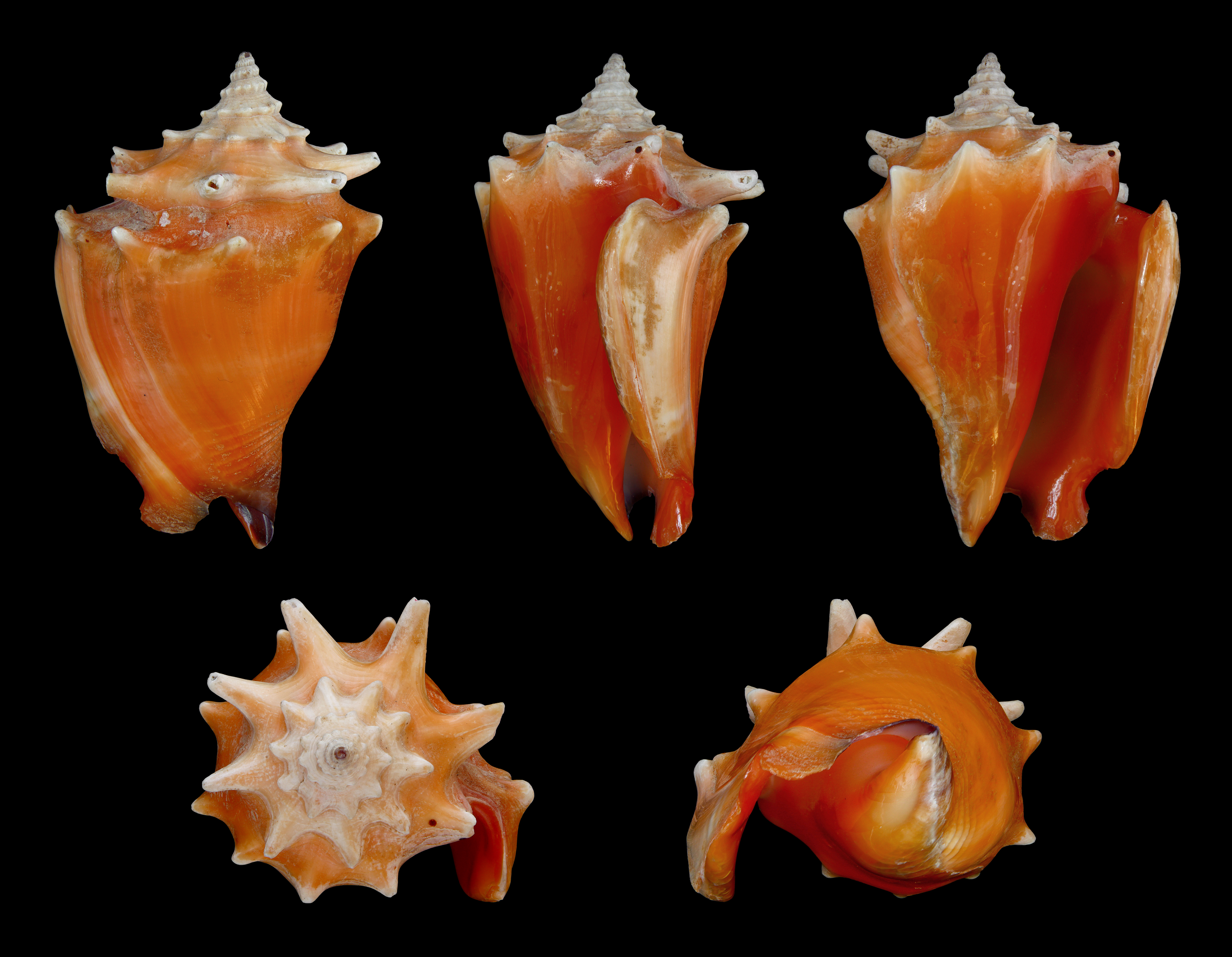
Strombus pugilis
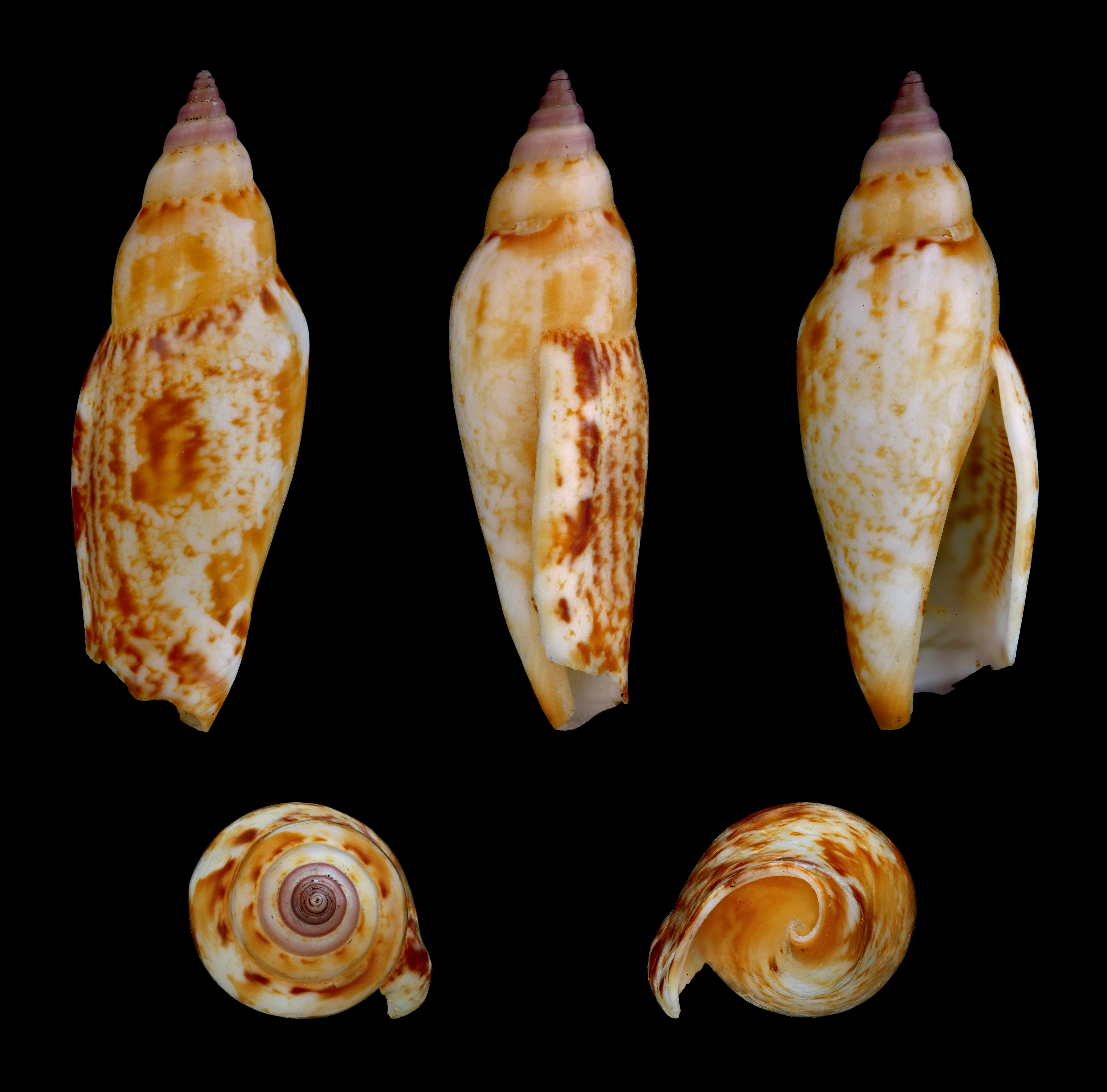
Terestrombus terebellatus
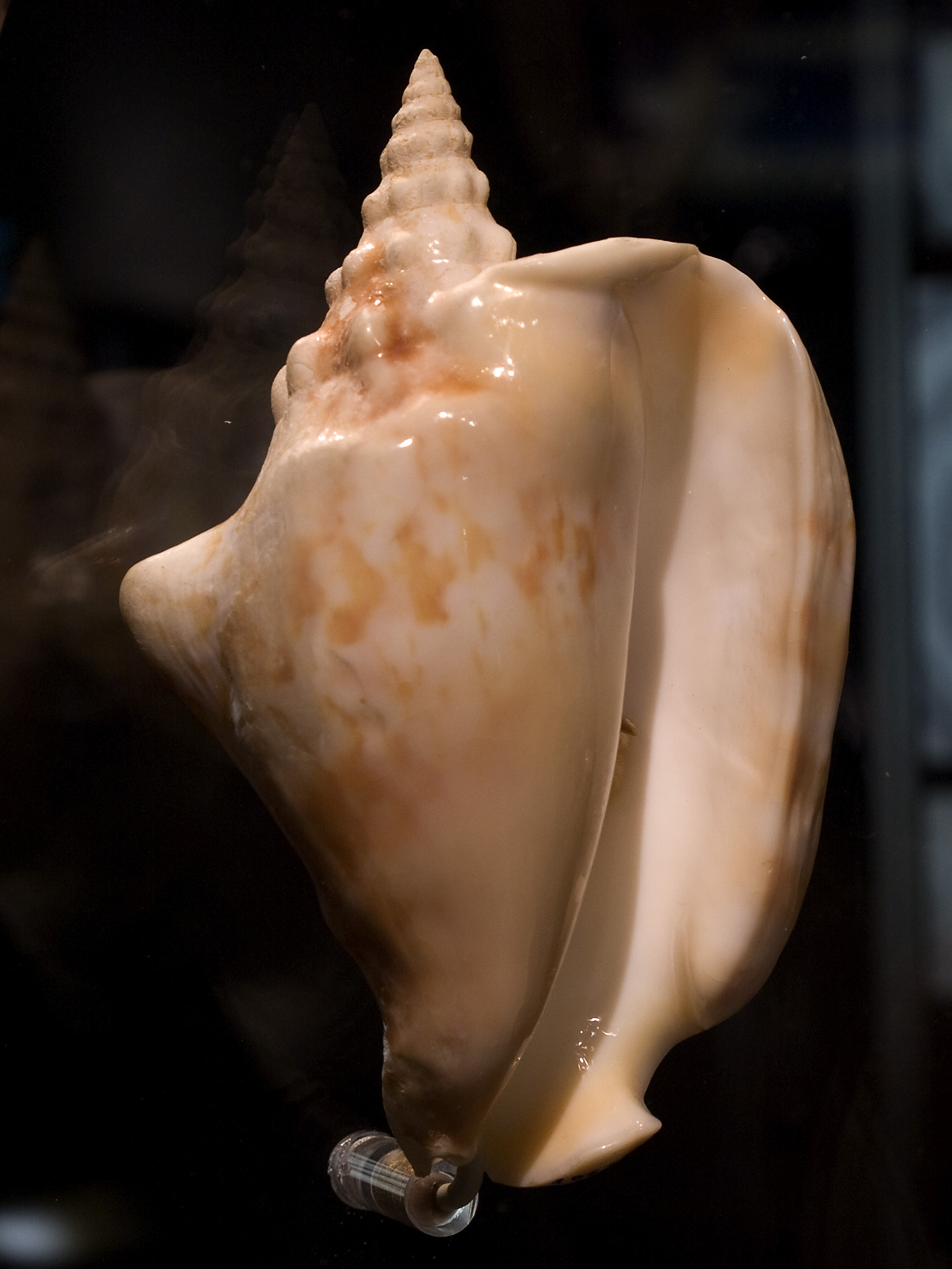
Thersistrombus thersites
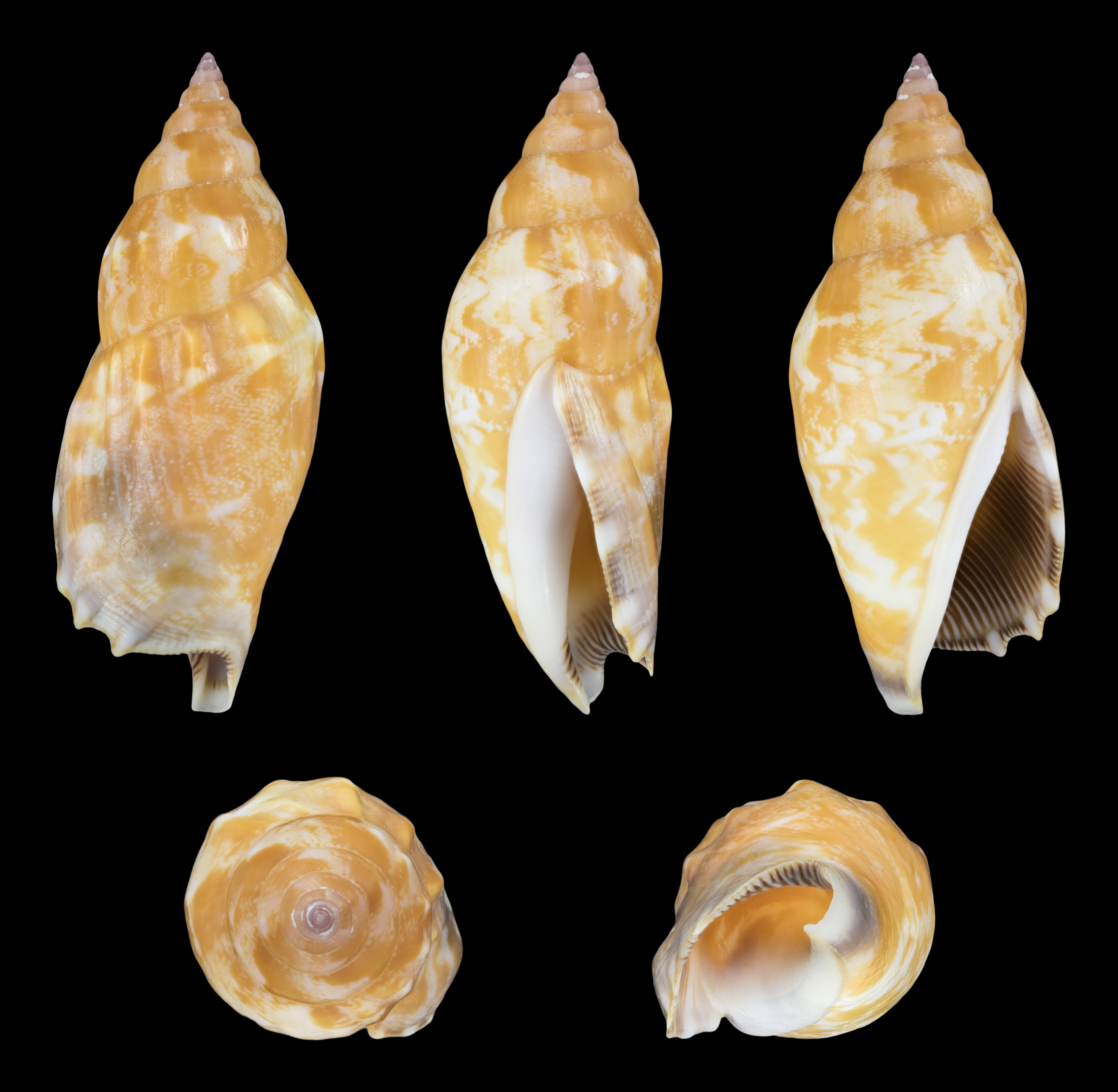
Tridentarius dentatus

Các chi đã tuyệt chủng
- †Austrombus Nielsen, 2005
- †Carinrostrina De Gregorio, 1894
- †Dilatilabrum Cossmann, 1904
- †Europrotomus Kronenberg & Harzhauser, 2011
- †Oostrombus Sacco, 1893
- †Orthaulax Gabb, 1873
- †Striatostrombus Dekkers & Maxwell, 2018
- †Strombiconus Marks, 1951
- †Stromboconus De Gregorio, 1896
- †Volutostrombus Garvie, 2013

Đồng nghĩa
- Afristrombus Bandel, 2007 is a syn. Persististrombus Kronenberg & Lee, 2007
- Aliger Thiele, 1929 is a syn. Lobatus Swainson, 1837
- Decostrombus Bandel, 2007 is a syn. Conomurex Bayle in P. Fischer, 1884
- Eustrombus Wenz, 1940 is a syn. Lobatus Swainson, 1837
- Fusistrombus Bandel, 2007 is a syn. Canarium Schumacher, 1817
- Gallinula Mörch, 1852 is a syn. Labiostrombus Oostingh, 1925
- Hawaiistrombus Bandel, 2007 is a syn. Canarium Schumacher, 1817
- Heptadactylus Mörch, 1852 is a syn. Lambis Röding, 1798
- Latissistrombus Bandel, 2007 is a syn. Sinustrombus Bandel, 2007
- Millipes Mörch, 1852 is a syn. Lambis Röding, 1798
- Ministrombus Bandel, 2007 is a syn. Dolomena Wenz, 1940
- Monodactylus Mörch, 1852 is a syn. Euprotomus Gill, 1870
- Margistrombus Bandel, 2007  is a syn. Neodilatilabrum Dekkers, 2008
- Pterocera Lamarck, 1799 is a syn. Lambis Röding, 1798
- Pyramis Röding, 1798 is a syn. Strombus Linnaeus, 1758
- Solidistrombus Dekkers, 2008 is a syn. Sinustrombus Bandel, 2007
- Strombella Schlüter, 1838 is a syn. Strombus Linnaeus, 1758
- Strombidea Swainson, 1840 is a syn. Canarium Schumacher, 1817

## Hình ảnh

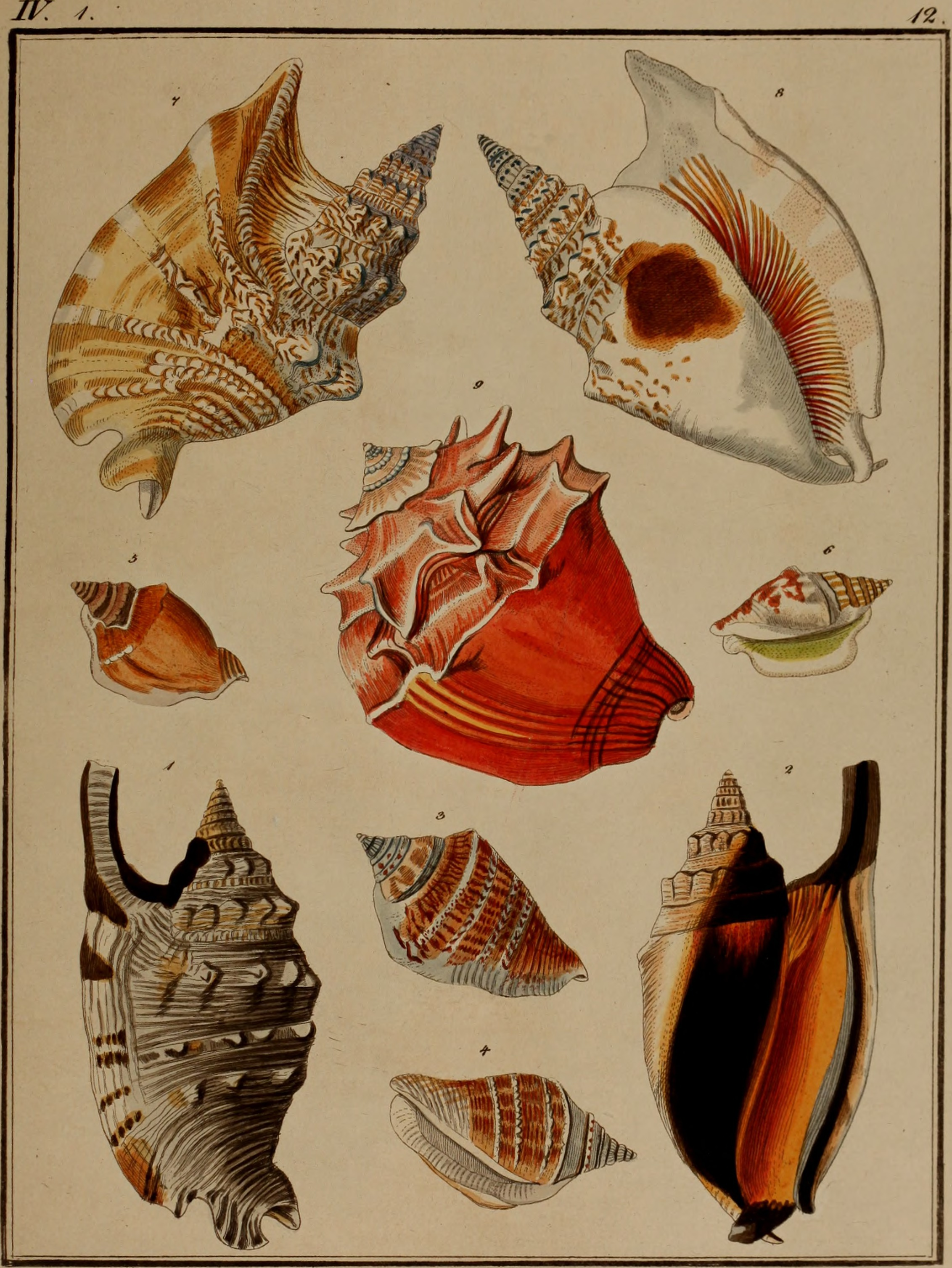
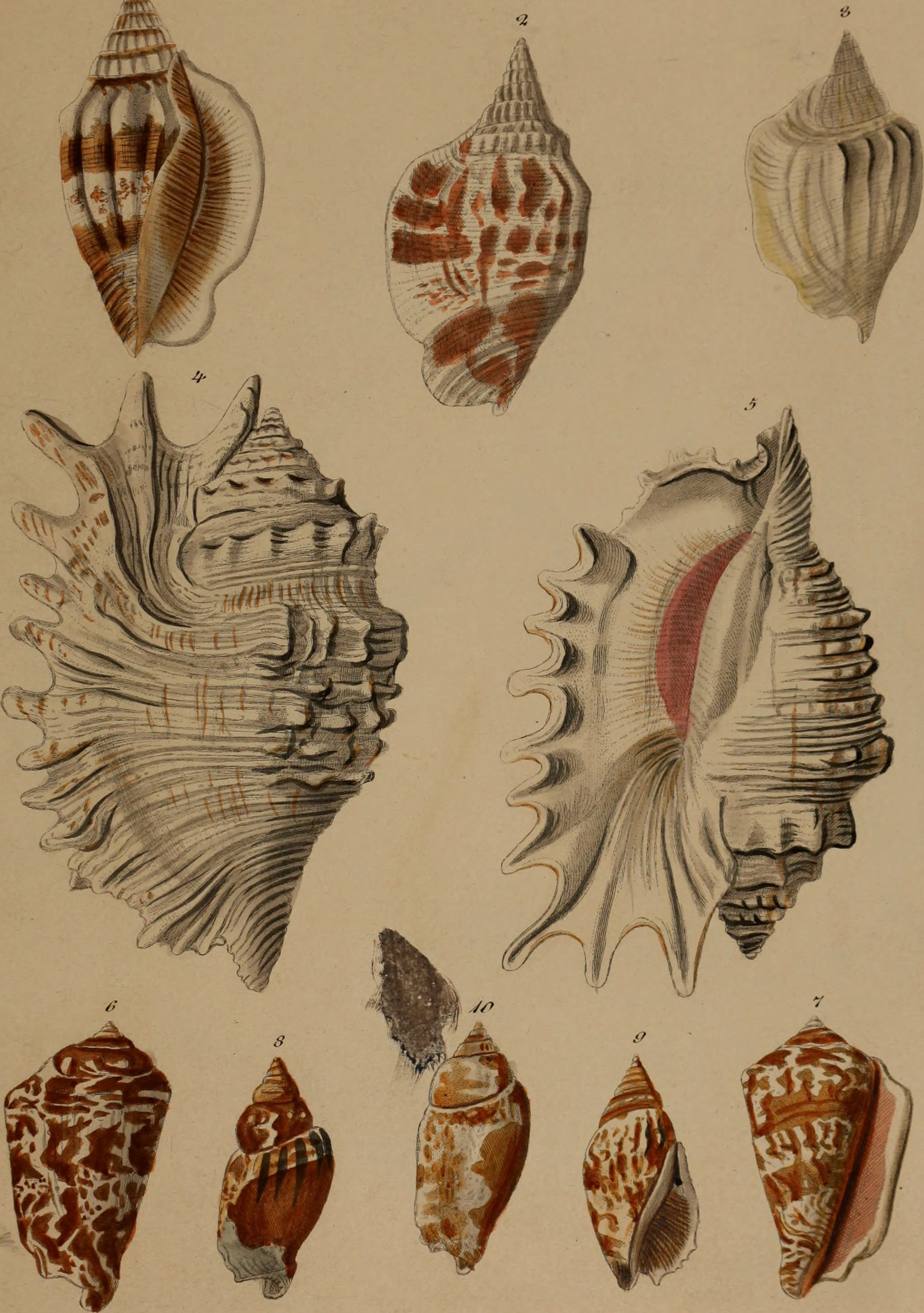
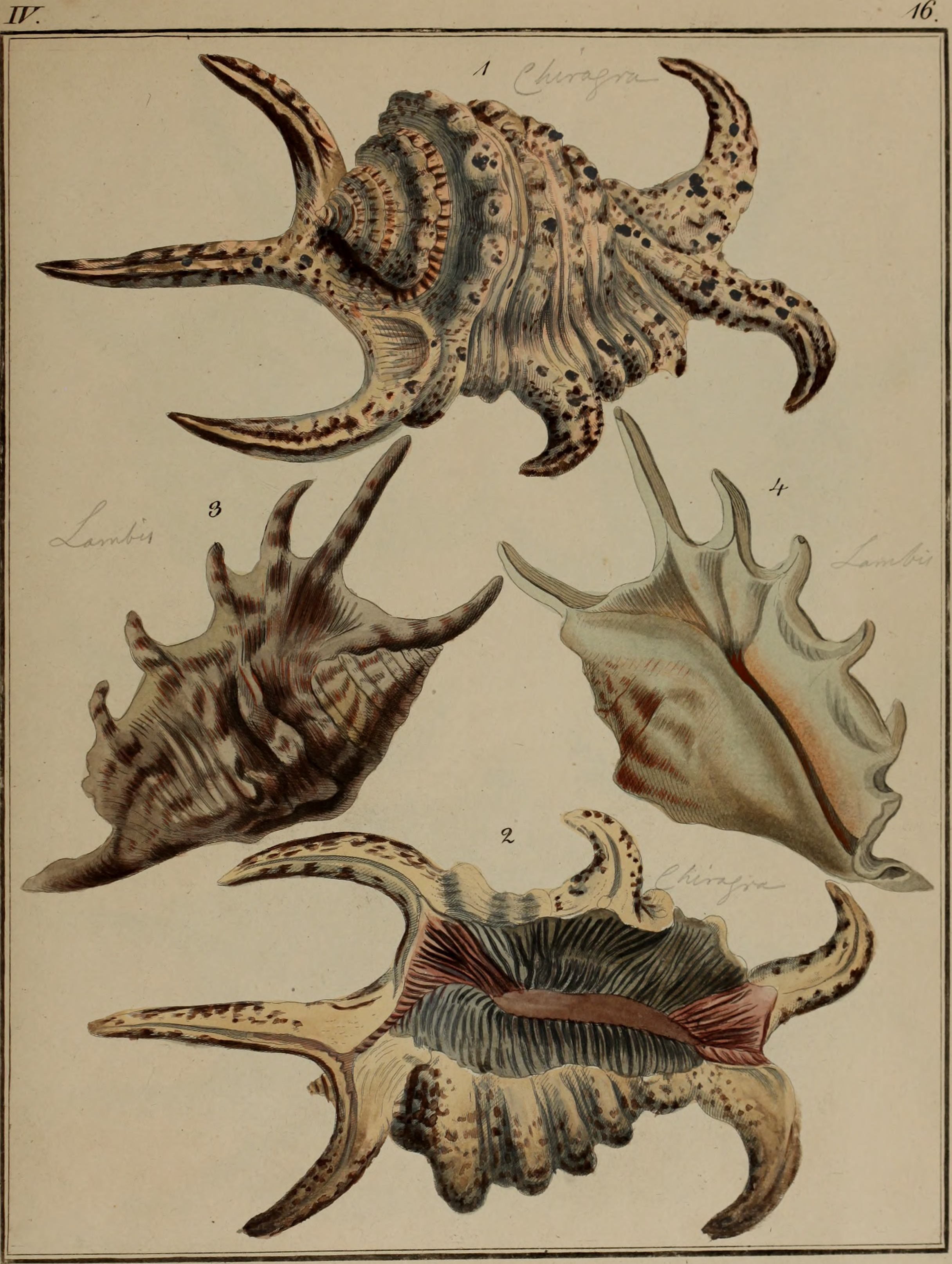
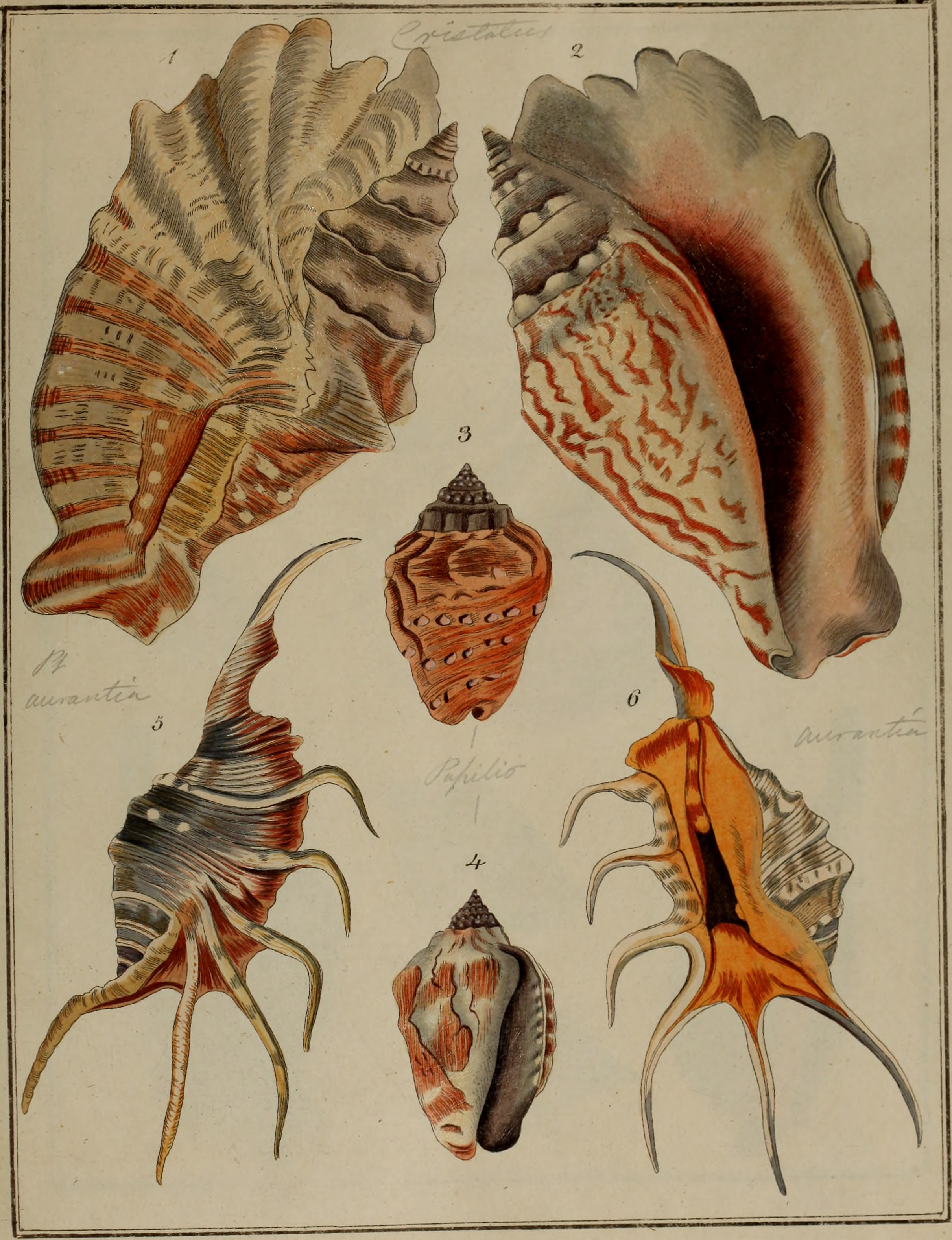
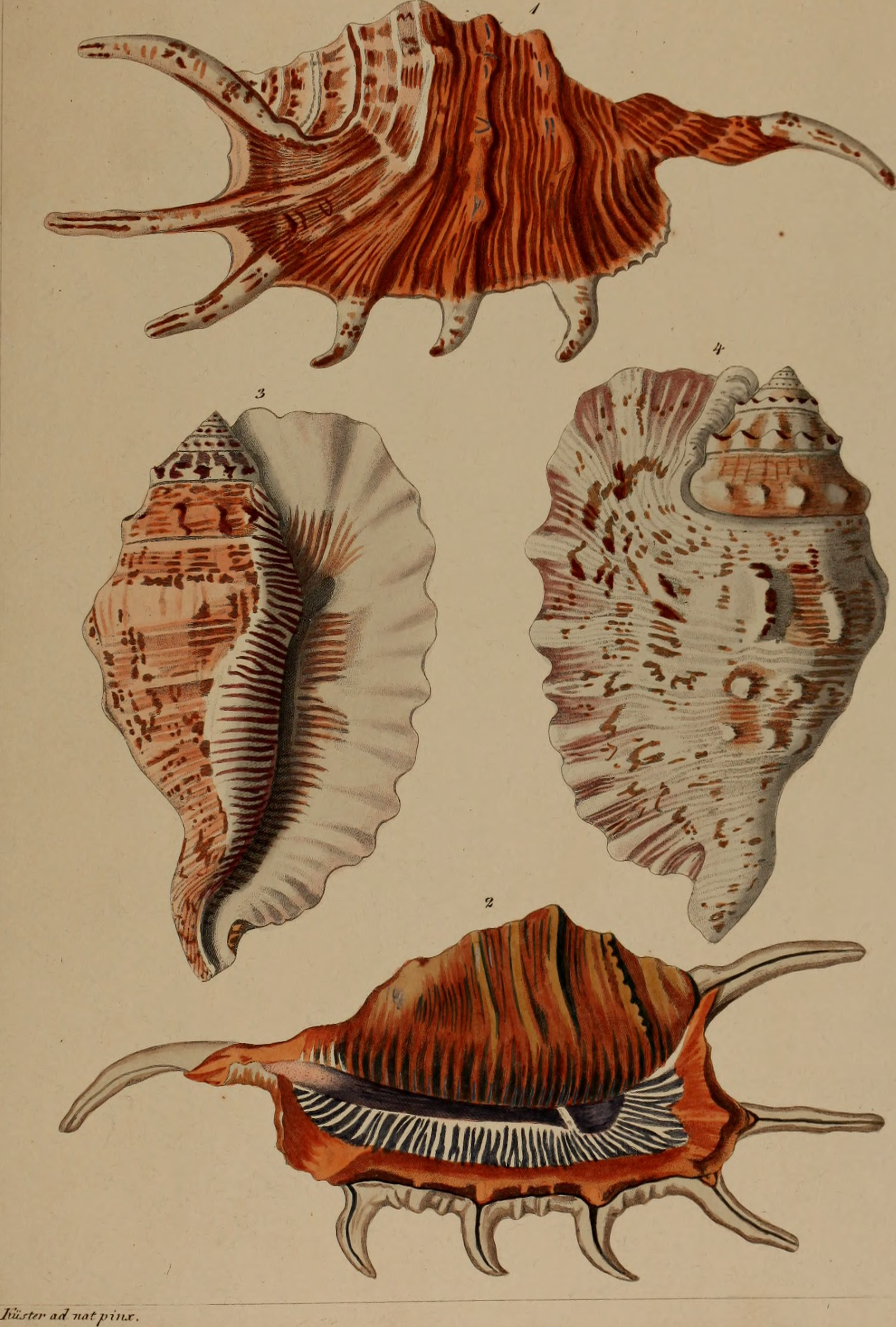
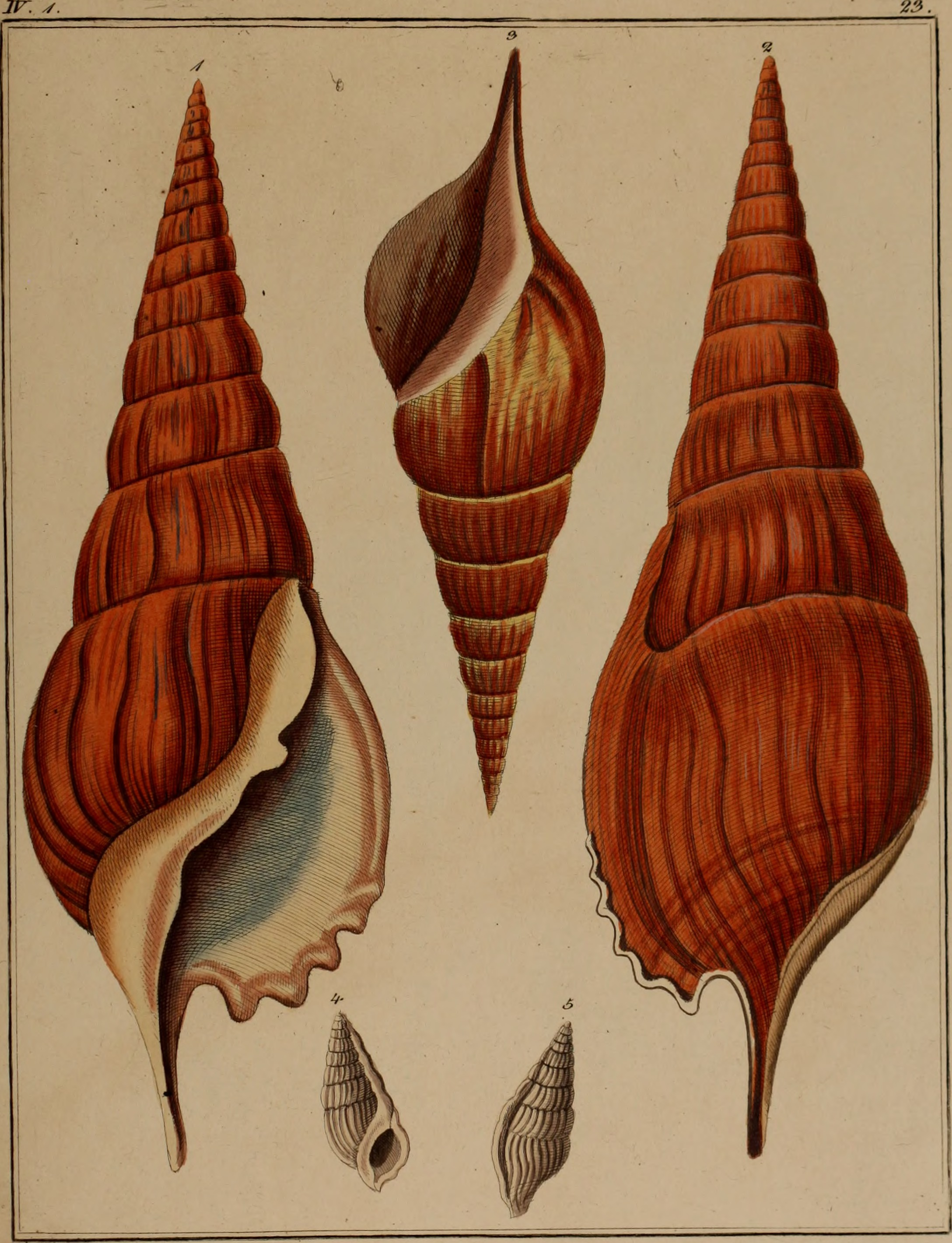
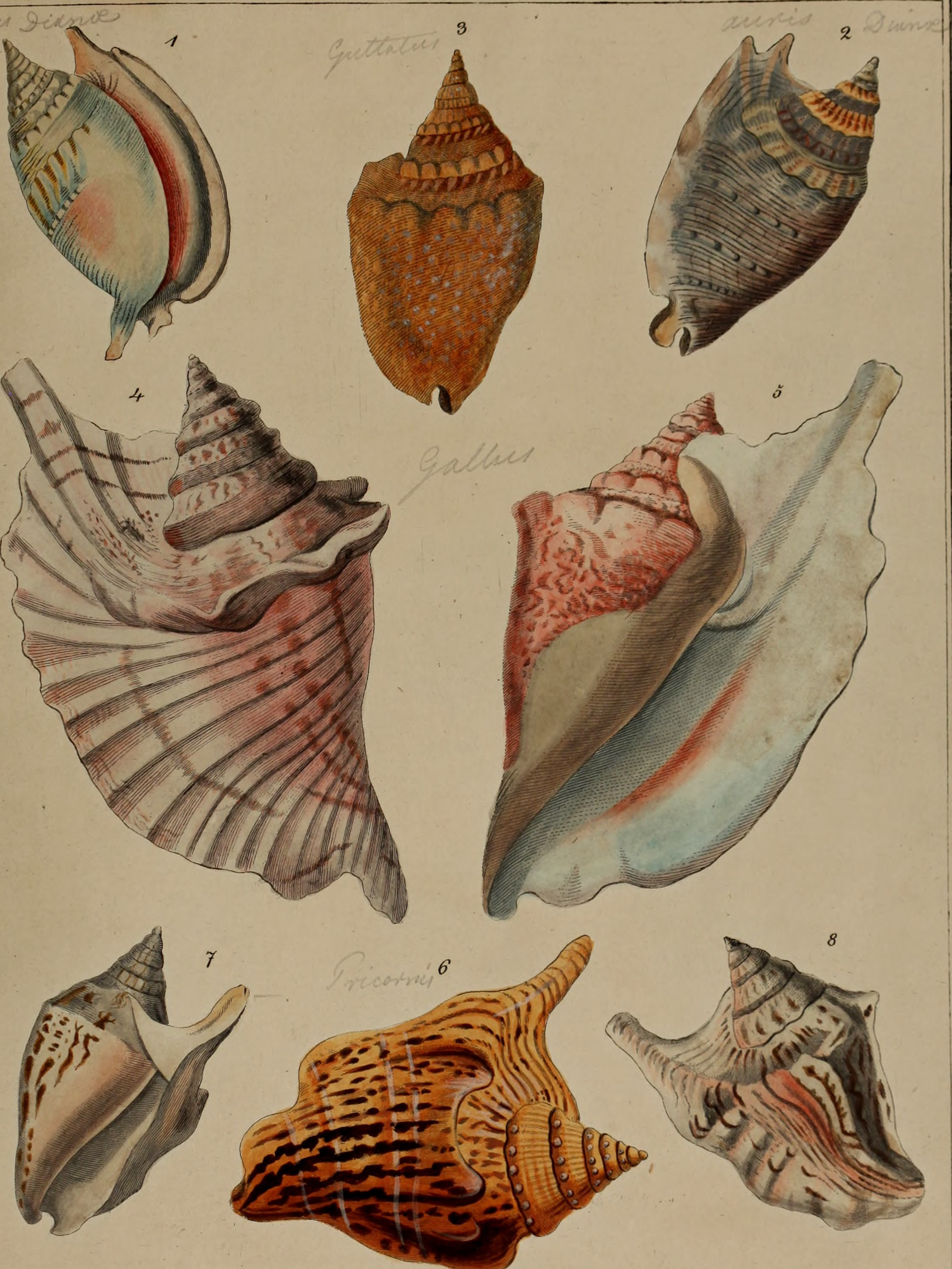

## Giá trị
Ở Việt Nam, ốc nhảy là một món đặc sản. Ốc nhảy là món ăn nổi tiếng ở các vùng biển Việt Nam như Phú Quốc, Phú Yên và Nha Trang...Loại ốc này chỉ có ở các vùng biển ấm nóng. Ốc nhảy có miếng mày cứng làm dụng cụ để nhảy từ hốc đá này sang hốc đá khác. Thịt của ốc nhảy rất giòn. Các món ăn có thể chế biến từ ốc nhảy như: ốc nhảy hấp xả, ốc nhảy sốt sa tế, ốc nhảy xào bơ,...
Ốc nhảy là con ốc được xem là vua của các loài ốc mang lại thu nhập cao cho nhiều ngư dân, nếu trúng mùa ốc thì nhiều ngư dân có thể có thu nhập cao. Mùa ốc nhảy kéo dài trong 6 tháng, từ tháng 3 đến hết tháng 8 âm lịch, khi thời tiết nắng nóng, biển êm. Để bắt được ốc nhảy, ngư dân phải lặn rất lâu ở độ sâu từ 15 đến 20 mét dưới mực nước biển trong 4 tiếng đồng hồ buổi sáng, khoảng 8 giờ sáng là lúc ốc nổi nhiều nhất. Do chúng nhảy nhiều nên cơ của ốc săn lại, nhai thấy deo dẻo dai dai, vị ngọt lừ, ốc được chế biến thành món Món ốc nhảy hấp sả. Ốc nhảy được các hàng quán, nhà hàng hấp chín với sả để thêm mùi thơm. Có rất nhiều loại ốc nhảy, trong đó phổ biến nhất là ốc nhảy trắng và ốc nhảy đỏ. Sở dĩ phân biệt được như vậy là nhờ màu sắc của vỏ ốc. Ốc nhảy trắng vỏ dày, thịt thơm và béo hơn ốc nhảy đỏ.